# Konrad Zdarsa
Konrad Zdarsa  (Hainichen, 7 de junho de 1944) é um bispo católico romano, bispo emérito de Augsburgo. De 2007 a 2010 foi bispo de Görlitz.

## Origem
Konrad Zdarsa nasceu como o sétimo filho do austríaco Johann Zdarsa e da bávara Elisabeth Zdarsa (nascida Goppel). Konrad Zdarsa possuía cidadania austríaca, com base na nacionalidade do pai, e podia viajar para o exterior sem restrições, mesmo vindo da Alemanha Oriental comunista.
Seu falecido tio materno, Alfons Goppel (1905–1991), foi um político alemão do Partido CSU e primeiro-ministro da Baviera de 1962 a 1978. Seu primo, Thomas Goppel, é um político alemão do CSU.

## Vida
Após concluir o décimo ano, Zdarsa foi inicialmente proibido de cursar o ensino superior e, em vez disso, fez um curso profissionalizante como maquinista em uma fábrica em Hainichen. Mais tarde, após prestar o Abitur, estudou teologia católica e filosofia no seminário de Erfurt.
Em 16 de março de 1974, em Dresden, Zdarsa foi ordenado sacerdote pelo Bispo Gerhard Schaffran, para a Diocese de Meissen, e serviu posteriormente na igreja de São Francisco Xavier, em Dresden.
Em 1976, foi elevado a vigário, secretário episcopal e presidente da cúria diocesana. Em 1977, Zdarsa iniciou seus estudos de doutorado na Pontifícia Universidade Gregoriana, onde concluiu sua dissertação em direito canônico em 1982, obtendo o título de Doutor iuris canonici. Em 1985, Zdarsa recebeu o título de Defensor do Vínculo em sua diocese de origem. Em 2004, foi elevado a vigário geral em Dresden-Meißen.
O Papa Bento XVI nomeou-o no dia 24 de abril de 2007 como o segundo bispo da diocese de Görlitz. A ordenação episcopal foi dada pelo Arcebispo de Berlim, Cardeal Georg Sterzinsky, no dia 23 de junho do mesmo ano; os principais co-consagradores foram o bispo de Dresden-Meissen, Joachim Reinelt, e o antigo bispo de Görlitz, Rudolf Müller.
Em 8 de julho de 2010, o Papa Bento XVI o nomeou bispo de Augsburgo. O cerimonial de inauguração em Augsburg ocorreu em 23 de outubro de 2010 após prestar em 18 de outubro na frente do primeiro-ministro Horst Seehofer (CSU) em Munique, fidelidade a Alemanha e a Baviera. Na Conferência Episcopal Alemã, é vice-presidente da Publizistische Kommission e membro da Comissão Weltkirche.
Em 2012, o bispo Zdarsa proibiu a atribuição de uma sala da diocese de Augsburgo para uma leitura do ex-ministro da Cultura, Hans Maier, de seu livro atual. Zdarsa justificou isso dizendo que não queria dar um fórum à associação "donum vitae", na qual Hans Maier também estava envolvido.

## Brasão de armas
Konrad Zdarsa assumiu o brasão de armas de sua época em Görlitz como bispo de Augsburgo.
Seu lema é: Ipse enim est pax nostra ("Pois Ele é a nossa paz") e vem de Efésios 2:14.
As cores verde e azul do brasão indicam sua origem na Saxônia e na Estíria, bem como na Baviera. Os emblemas são uma pomba da Paz (sua cidade natal, Hainichen), Benno de Meissen e Jacó (como símbolo da diocese onde se tornou bispo).